# Табаров, Хабибулло Табарович
Хабибулло Табаров (тадж. Ҳабибулло Табаров, 22 февраля 1938 Ховалингский район — 24 октября 2017, Душанбе) — государственный деятель Таджикистана.

## Биография
Родился в 1938 году в районе Ховалинг. Окончил таджикский институт сельского хозяйства.
В 1954—1991 годах — счетовод колхоза им. Ломанова Фархорского района, заведующий библиотекой, бригадир, секретарь правления колхоза им. Ломанова, первый секретарь Фархорского райкома ЛКСМ Таджикистана, комсорг ЦК ЛКСМ Таджикистана в Кулябском территориальном производственном колхозно-совхозном управлении, секретарь Компартии комсомола Восейского производственного колхозно-совхозного управления Таджикской ССР, заведующий орготделом Восейского райкома КП Таджикистана, секретарь Фархорского райкома КП Таджикистана, председатель исполкома Фархорского районного Совета депутатов трудящихся Таджикской ССР, первый секретарь Московского райкома Компартии Таджикистана, первый секретарь Восейского райкома КП Таджикистана, председатель исполкома Кулябского областного Совета народных депутатов Таджикской ССР, Министр сельского хозяйства Республики Таджикистан, директор мясокомбината.
Четыре раза избирался депутатом Верховного Совета Республики Таджикистан.
Министр сельского хозяйства Республики Таджикистан[когда?]

.

## Звания и награды
- Заслуженный работник Таджикистана[1].